# Laird-Turner Meteor LTR-14

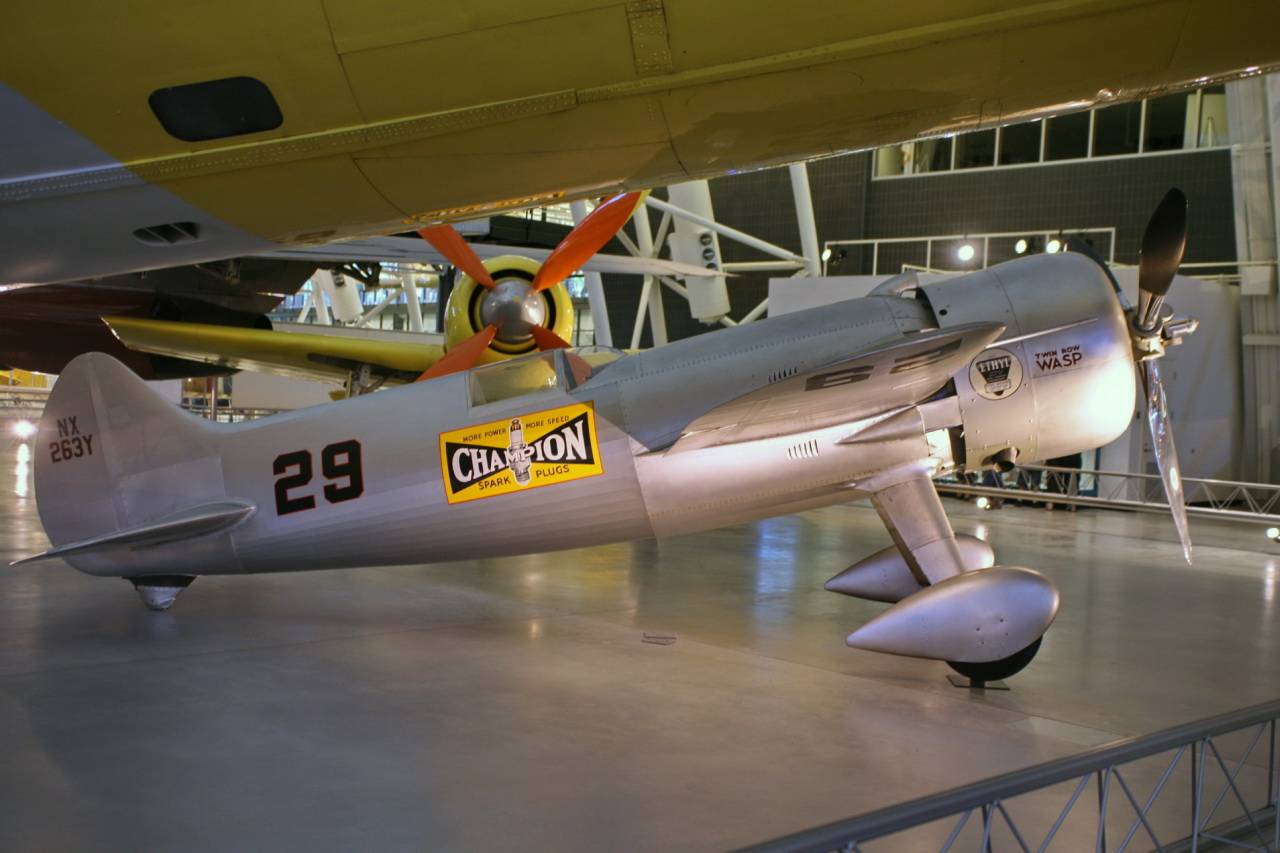
Laird-Turner Meteor LTR-14 in het National Air and Space Museum

De Laird-Turner Meteor LTR-14 was een Amerikaans eenmotorig middendekker racevliegtuig, ontworpen door Roscoe Turner en Howard Barlow. De eerste vlucht vond plaats in 1936. Het toestel, deelnemend onder de naam "PESCO Special", won de Thompson Trophy-luchtrace in zowel 1938 als 1939.

## Ontwerp en historie
De LTR-14 was het laatste toestel dat resulteerde uit de samenwerking van luchtvaartpionier Matty Laird en piloot-ontwerper Roscoe Turner. Het getal “14” in de naam kwam van het aantal cilinders in de Pratt & Whitney Twin Wasp-stermotor. Het ontwerp met vrijdragende vleugels (dus zonder stijlen of spandraden) was uitgevoerd met een traditioneel vast landingsgestel. In de loop van 1936 werd het vliegtuig na de eerste testvluchten door Matty Laird aangepast. Het kreeg langere vleugels, een langere romp, flaps en een grotere tankinhoud van 190 liter. In 1938 werden gestroomlijnde wielkappen aangebracht.
In 1937 verhinderde een brand in het toestel door een lekkende brandstoftank de deelname aan de Bendix Trophy-race. Maar in 1938 won het bestuurd door Roscoe Turner de Thompson Trophy (met een gemiddelde snelheid van 456 km/u) en het herhaalde dat in 1939.

## Museum
De originele Laird-Turner Meteor staat nu in het National Air and Space Museum, Washington D.C, met minder dan 30 uur vliegtijd in het logboek.

## Replica
In 2003 bouwde Tom Wathen een replica van de LTR-14, die in datzelfde jaar werd gedemonstreerd op de EAA Airventure airshow.